# 223 f.Kr.

## Händelser

### Efter plats

#### Seleukiderriket
- Den seleukidiske kungen Seleukos III blir mördad i Frygien av soldater i sin egen armé under ett fälttåg mot Attalos I av Pergamon.
- Seleukos efterträds av sin yngre bror Antiochos III. Från rikets föregående styrelse behåller Antiochos III Hermias som försteminister, Achaios som guvernör över Anatolien och Molon och sin bror Alexander som guvernörer över de östliga provinserna Medien och Persis.

#### Romerska republiken
- Gaius Flaminius Nepos väljs till konsul för första gången och tillsammans med Publius Furius Philus tvingar han de cisalpinska gallerna att underkasta sig Rom, vilket skapar provinsen Gallia Cisalpina.

#### Grekland
- Den spartanske kungen Kleomenes III förstör och bränner staden Megalopolis, men invånarna blir räddade av Filopoemen, som leder stadens försvar tills invånarna kan fly.
- Kung Antigonos III Doson av Makedonien återupprättar det makedoniska inflytandet på Peloponnesos för första gången på nästan två decennier. Efter att ha gått i allians med achaianerna, boeotierna, thessalierna och akarnanierna invaderar han Peloponnesos och driver ut spartanerna ur Argos samt tar Orchomenos och Mantineia på vägen.

#### Persien
- Kung Diodotos II av Baktrien blir dödad av en usurpator, Euthydemos I, som grundar den grekisk-baktriska euthydemiderdynastin.

#### Kina
- Staten Qin erövrar staten Chu.

## Avlidna
- Seleukos III, kung av seleukiderdynastin sedan 226 f.Kr. (mördad)
- Diodotos II, kung av Baktrien, son och efterträdare till Diodotos I